# Chacabuco partido
Chacabuco  egy partido (körzet) Argentínában a Buenos Aires tartományban. A fővárosa Chacabuco.

## Települések
Localidades
| - Chacabuco - Rawson - O'Higgins - Castilla - Los Ángeles | - Coliqueo - Membrillar - Cucha Cucha - Gregorio Villafañe - Ingeniero Silveyra - San Patricio - Paraje San Vicente - Paraje Los Sauces |  |